# Ocean Colour Scene
Pour les articles homonymes, voir OCS.
Ocean Colour Scene, souvent abrégé OCS, est un groupe de rock alternatif britannique, originaire de Moseley, Birmingham, en Angleterre. Formé en 1989, il est composé de Simon Fowler, Steve Cradock, Oscar Harrison, et Raymond Meade.

## Biographie

### Débuts (1990–1995)
Ocean Colour Scene est formé en 1989, à Moseley, Birmingham après la dissolution de deux groupes locaux, The Boys et Fanatics. OCS signe au label Phfftt Records en 1990, et publie, la même année, leur premier single, Sway, est sorti en septembre 1990 au Royaume-Uni, durant une période où la musique indépendante était en plein essor. 
Toutefois, à la suite du rachat de leur maison de disques par une grande société, Phonogram Records, leur premier album, l'éponyme Ocean Colour Scene,est réarrangé pour s'adapter à la tendance musicale du moment à Manchester, et ceci contre la volonté des membres du groupe. L'album, largement considéré comme un échec, est la source de conflits entre le groupe et son label. L'album atteint la 54e place des classements britanniques et est certifié disque d'argent.
L'année 1993 marque le début du renouveau. Paul Weller invite le groupe à l'accompagner sur certaines dates de sa tournée. En plus de ces performances scéniques, Weller invite Cradock à jouer sur l'un de ses singles, et Fowler à chanter sur son prochain album, Wild Wood. Ces collaborations avec Weller permettent au groupe de continuer d'exister.

### Britpop et gloire (1995–2000)
Une démo enregistrée par le groupe est envoyée à diverses personnalités de l'industrie. Après l'avoir entendue, Noel Gallagher invite le groupe à jouer avec Oasis lors de leur tournée de 1995. Ce soutien apporté à OCS attire l'attention de certains labels. En 1995, le groupe signe avec MCA Records.
Avec l'explosion de la scène britpop, la musique de OCS acquiert une renommée nationale et internationale. Leur deuxième album, Moseley Shoals, reçoit d'excellentes critiques, et se classe deuxième dans le classement des albums au Royaume-Uni. Il sera par la suite certifié triple-disque de platine.
Ils jouent également à l'un des concerts à Knebworth House avec Oasis en août 1996. L'album suivant, Marchin 'Already, se place en tête des charts, dépassant Be Here Now d'Oasis dans le classement de 1997. L'album One from the Modern, terminé en 1999, culmine à la quatrième place dans le tableau des albums au Royaume-Uni.

### Post-britpop (2001–2008)
Après avoir subi quelques changements de formation, le groupe continue à enregistrer et à jouer, mais ils ont lutté pour retrouver le succès dont ils jouissaient avec Moseley Shoals. Les albums suivants sont enregistrés tous les deux ans, en 2001 (Mechanical Wonder), en 2003 (North Atlantic Drift), en 2005 (A Hyperactive Workout For The Flying Squad) et en 2007 (On the Leyline).
2004 voit le groupe sortir leur premier album live, Live: One for the Road. L'album est une compilation de dix-neuf titres live tirés de différents concerts. En 2006, le groupe sort un album acoustique live, Live at the House Jam, qui se compose de quinze titres live et contenant aussi quatre nouvelles chansons, Great Man In Waiting, The Word, Still Trying et Matilda's England. Le groupe publie également un album live en décembre 2006, est enregistré à la Birmingham Academy, et est réparti sur deux disques. Les personnes qui ont assisté au concert ont pu se procurer l'enregistrement aussitôt après.

### Nouveaux albums (2009–2011)
En 2009, le groupe entre en studio avec le producteur Gavin Monaghan, connu pour ses travaux avec Editors, Scott Matthews et The Twang, pour un nouvel album, Saturday, prévu pour le 1er février 2010 pour marquer le 21e anniversaire du groupe. L'album comprend le single Rockfield, nommé d'après les Rockfield Studios, où l'album a été enregistré. Le 2 novembre 2009, le groupe publie une version gratuitement téléchargeable de Mrs Maylie issue de leur futur album. Magic Carpet Days, le premier single de Saturday, est publié le 25 janvier 2010.
En mars 2011, le groupe publie une édition spéciale 15 ans de leur premier album, Moseley Shoals. Il comprend l'album dans son intégralité, des faces B et des chansons live. Le groupe joue en soutien à l'album lors d'une tournée britannique. En décembre sort le double CD/DVD Moseley Shoals à l'O2 Academy de Birmingham, filmé le 26 février 2011. Ils jouent au Lanford Live en 2011 pour l'association Teenage Cancer Trust,.

### Painting(depuis 2012)
En décembre 2012, le groupe annonce un dixième album, Painting, qui est publié le 11 février 2013. Ils jouent aussi au V-Festival de Chelmsford, et à l'Electric Picnic Festival de Stradbally, en Irlande. En 2014 sort une édition spéciale deux CD de Marchin' Already et un coffret deluxe quatre CD de leur performance au Stirling Castle en 1998. 
Au début de 2015, ils jouent plusieurs concerts acoustiques britanniques pour fêter leur 25e anniversaire. Ils publient un double-album live de leur tournée à Manchester. 
L'année suivante, en 2016, le groupe annonce des concerts pour célébrer le 25e anniversaire de l'album Moseley Shoals. Le 22 juin 2016, ils annoncent la venue officielle du bassiste Raymond Meade, après le départ de Dan Sealey et Andy Bennett.

## Discographie

### Albums studio
- 1992 : Ocean Colour Scene
- 1996 : Moseley Shoals
- 1997 : Marchin' Already
- 1999 : One from the Modern
- 2001 : Mechanical Wonder
- 2003 : North Atlantic Drift
- 2005 : A Hyperactive Workout for the Flying Squad
- 2007 : On the Leyline
- 2010 : Saturday
- 2013 : Painting

### Compilations
- 2001 : Songs for the Front Row: The Best of Ocean Colour Scene
- 2022 : Yesterday Today 1992-2018
- 2024 : It’s a Beautiful Thing: The Best of Ocean Colour Scene

### Singles et EP
- 1990 : Suburban Love Songs EP
- 1990 : One of Those Days
- 1990 : Sway (réédité en 1992)
- 1991 : Yesterday Today
- 1992 : Giving It All Away
- 1992 : Do Yourself a Favour EP	–
- 1996 : The Riverboat Song
- 1996 : You've Got It Bad
- 1996 : The Day We Caught the Train4
- 1996 : The Circle
- 1997 : Hundred Mile High City
- 1997 : Travellers Tune
- 1997 : Better Day
- 1998 : It's a Beautiful Thing
- 1999 : Profit in Peace
- 1999 : So Low
- 2000 : July / I Am the News
- 2001 : Up on the Downside
- 2001 : Mechanical Wonder
- 2001 : Crazy Lowdown Ways
- 2003 : I Just Need Myself
- 2003 : Make the Deal
- 2003 : Golden Gate Bridge
- 2005 : Free My Name
- 2005 : This Day Should Last Forever
- 2007 : I Told You So
- 2007 : I Just Got Over You
- 2007 : Go to Sea
- 2010 : Magic Carpet Days
- 2010 : Saturday
- 2013 : Painting
- 2013 : Doodle Book